# Heuberg (Oettingen)

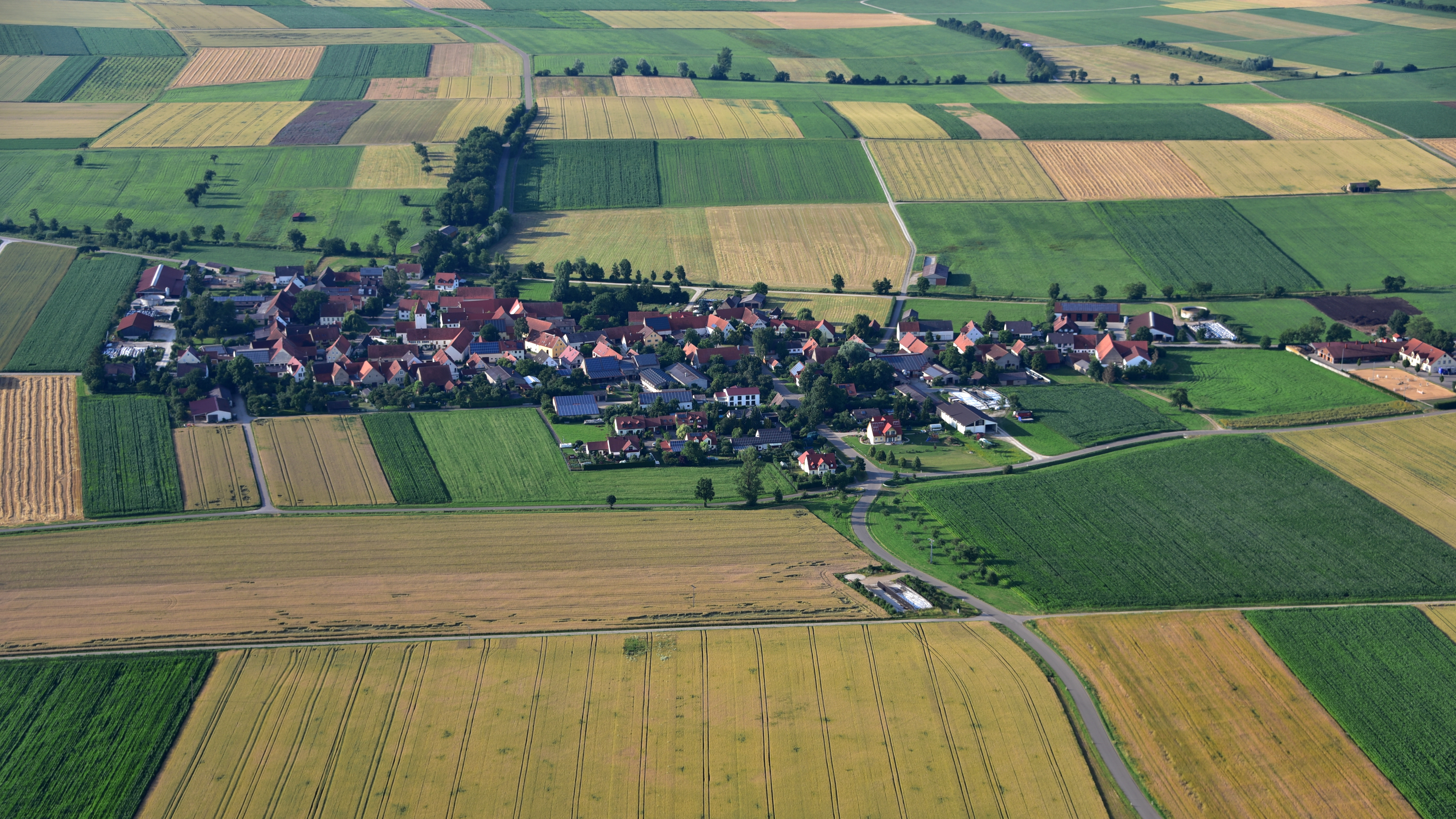
Heuberg (Oettingen), Luftaufnahme (2016)

Heuberg ist ein Gemeindeteil der Stadt Oettingen in Bayern im schwäbischen Landkreis Donau-Ries.

## Geographie
Das Kirchdorf liegt etwa vier Kilometer von Oettingen entfernt und wird vom Grimmgraben, einem rechten Zufluss der Wörnitz durchflossen. Der Lachgraben entspringt südwestlich des Ortes und mündet östlich in den Grimmgraben.
Gemeindestraßen verbinden den Ort mit den umliegenden Dörfern und der 2 km östlich verlaufenden Bundesstraße 466. Zwischen Heuberg und Mörsbrunn führt die Bahnstrecke Nördlingen–Gunzenhausen hindurch, auf der heute sowohl Museumsbahn-Betrieb als auch Güterverkehr stattfindet.

## Geschichte
Urkundlich ist Heuberg erstmals 1223 erwähnt. Die Grundherrschaft war zum größten Teil bei den Grafen von Oettingen. 1539 wurde der Ort reformiert. Die dem Apostel Bartholomäus geweihte Kirche wurde im 14. Jahrhundert erbaut. Bei der Renovierung 1954 entdeckte man farbenfrische Fresken aus der Erbauungszeit. Die Kirche ist in die Denkmalliste eingetragen.
Im Westen Heubergs entstand 1934 mit dem Militärflugplatz Heuberg ein Einsatzhafen I. Ordnung, der im Zweiten Weltkrieg Ziel mehrerer Flugzeugangriffe war. Zum Transport des Baumaterials wurde vom Bahnhof Dürrenzimmern eine 750-mm-Schmalspurbahn gebaut, sie bestand bis 1948/49. Nach Kriegsende und kurzzeitiger Nutzung durch die Alliierten wurde das „Lager Heuberg“ für Vertriebene genutzt, die für rund eine Woche dort bleiben konnten und dann im Landkreis „verteilt“ wurden. Rund 34.000 Personen wurden so durchgeschleust. Das Lager bestand noch bis 1962, als letztes in Bayern. Die noch bestehenden Gebäude werden heute vom Kreisbauhof genutzt. 2008 wurde dort eine Gedenkstätte für Opfer des Zweiten Weltkrieges errichtet.

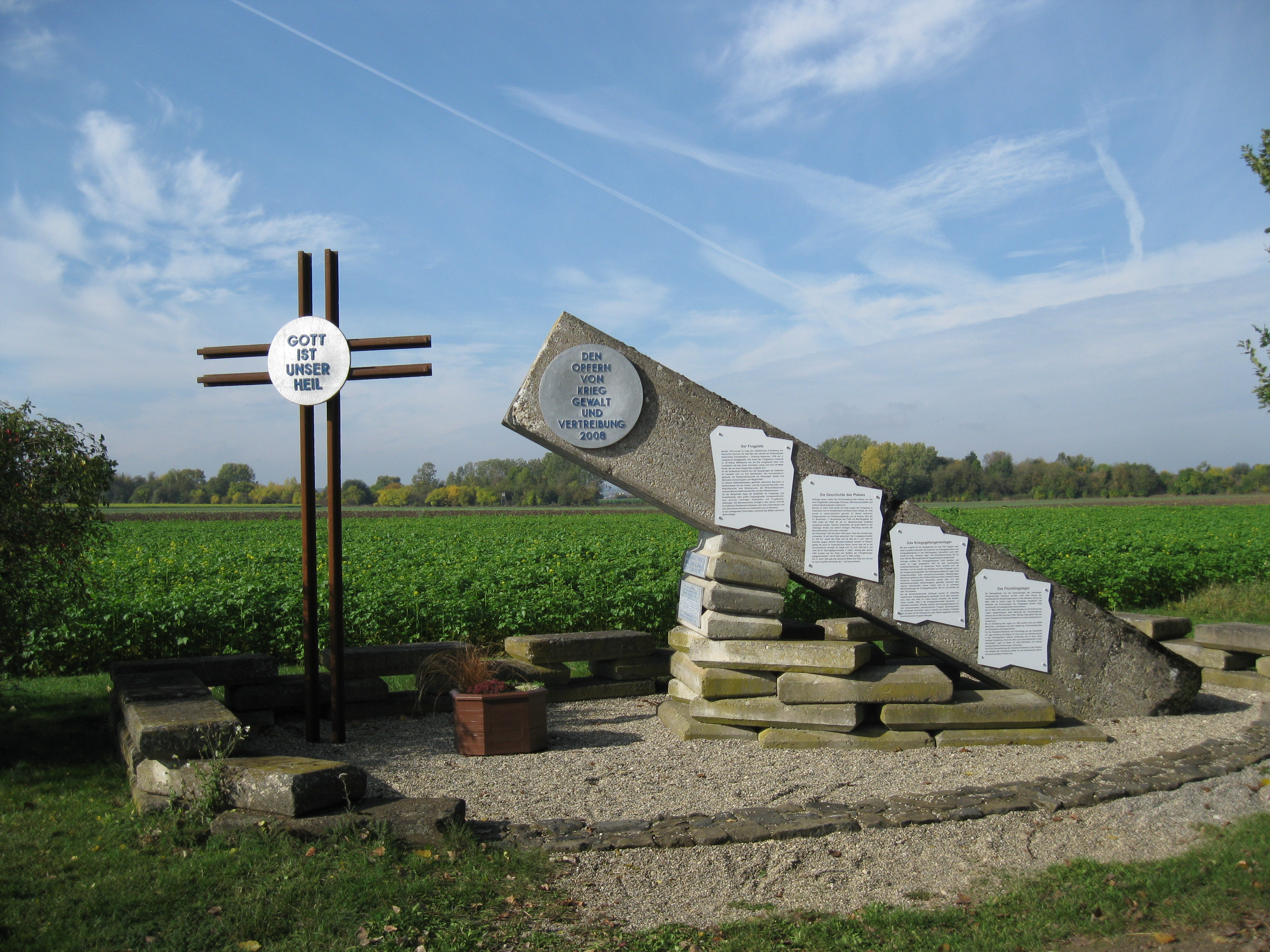
Denkmal am Flugplatz Heuberg, "Den Opfer von Krieg, Gewalt und Vertreibung"

Am 1. Juli 1973 wurde die Gemeinde Heuberg im Zuge der Gebietsreform in Bayern zusammen mit ihrem Gemeindeteilteil, der Einöde Mörsbrunn nach Oettingen eingegliedert. Die ehemals selbstständige Gemeinde führte ein Wappen.